# Гримм, Фридрих Мельхиор
Барон Фридрих Мельхиор Гримм (нем. Friedrich Melchior, Baron von Grimm; 26 декабря 1723 — 19 декабря 1807) — немецкий публицист эпохи Просвещения, критик и дипломат, многолетний корреспондент императрицы Екатерины II. Их переписка (на французском языке) опубликована и является ценным источником.

## Биография
Ещё учеником гимназии вступил в переписку с Готшедом, под влиянием которого написал (1743) крайне слабую трагедию «Ваниса». Вскоре получил место секретаря саксонского посланника при германском сейме.
В 1748 году приехал в Париж, где провел большую часть своей жизни, близко знакомый со всеми знаменитостями того времени. Брошюра «Lettre de M. Grimm sur Omphale, tragédie lyrique» (1752), где он дает критическую оценку французской музыки, обратила на него внимание публики. Когда прибывшая в том же году в Париж итальянская опера произвела сильный раскол среди французских меломанов, Гримм написал полный остроумия памфлет «Le petit prophête de Boehmischbroda», имевший громадный успех.

### «Газета»
Монархи того времени имели своих специальных корреспондентов в Париже, которые сообщали им все новости в области литературы, науки, искусства и общественной жизни, и Гримм занял эту нишу. Так, с 1747 года существовали «Nouvelles littéraires», которые аббат Рейналь составлял для герцогини Саксен-Готской. Гримм, начав в 1753 году свою «Correspondance littéraire, philosophique et critique», стал посылать её той же герцогине и скоро вытеснил окончательно Рейналя.
«Correspondance» Гримма (нечто вроде рукописной газеты), просуществовавшая до 1792 года, расходилась в 15-16 экземплярах; подписчиками её были король шведский Густав III, императрица Екатерина, король польский Станислав Август Понятовский и прочие. Первые двадцать лет (с 1753 до 1773) «Correspondance» составлялась преимущественно самим Гриммом; когда же он уезжал из Парижа, листки составлялись Дидро, подругой Гримма — г-жой Эпинэ и другими. На страницах «Correspondance» обсуждались все литературные и театральные новинки Парижа, почему она и является драгоценнейшим источником для изучения того времени.

«Литературная корреспонденция Гримма — одна из тех книг, — говорит Сен-Бёв, — к которой я обращался чаще всего для своих этюдов о XVIII в.; чем усерднее пользовался я ею, тем более убеждался, что автор её был человек тонкого, проницательного ума, имевший на все свой собственный взгляд».

Тем не менее отзывы о Гримме как о писателе, за исключением очень немногих, были очень неблагоприятны. Этому способствовали неприглядные черты его характера — угодливая льстивость, постоянное «себе на уме» и многие другие, которыми объясняется, быть может, и то, что никто из его друзей-энциклопедистов в мемуарах своих даже не упоминает о нём. Исключение составляет Руссо, который в своей «Исповеди» рисует его в крайне несимпатичном виде.
Проживая в Париже Гримм был секретарем сначала графа Фризена, потом герцога Орлеанского, а в 1759 году был назначен посланником города Франкфурта при Версальском дворе. Вынужденный вследствие столкновения с франкфуртским правительством отказаться от этого поста, он выхлопотал себе место Саксен-Готского резидента в Париже. Баронский титул он добыл в Вене.

### Переписка с Екатериной
В свите ландграфини Гессен-Дармштадтской, отправлявшейся на бракосочетание своей дочери с Павлом Петровичем, Гримм прибыл в Петербург, понравился Екатерине и получил приглашение остаться в России, от которого отказался.
Познакомившись в Петербурге с семейством графа Румянцева, он сопровождал сыновей его в путешествии по Европе. В 1776 году Гримм вторично был в Петербурге и особенно близко сошёлся с императрицей, которая целые часы проводила в беседах с ним. В 1792-м он был назначен русским резидентом в Готу, а позже — в Гамбург.
Переписка Гримма с Екатериной, начатая в 1764 году, продолжалась до самой смерти императрицы. Если «Correspondance Littéraire» является драгоценным литературным памятником и показывает ум и образование Гримма, то письма к Екатерине, пустые по содержанию, преисполненные самой низкой лести и сопровождаемые беспрестанно разного рода просьбами, выставляют личность автора в самом непривлекательном виде.
Ответные письма императрицы, наоборот, отличаются непринужденностью, простотой и, касаясь самых разнообразных предметов, являются важным материалом для характеристики её личности, а отчасти и её деятельности.
Будучи официальным комиссионером императрицы (главным образом, по покупке различных произведений искусств, среди которых были портреты Вольтера работы близкого друга Гримма — художника Жана Юбера), Гримм получал от неё множество наград и большие суммы (в общем около 500 000 рублей), навлекая на себя со стороны врагов обвинения (кажется, неосновательные) в недобросовестности. Заботливость Екатерины доходила до того, что она обеспечила судьбу близкой ему внучки М-me Эпинэ, дав ей приданое и выдав её замуж.
Император Павел продолжал относиться к Гримму с такою же благосклонностью, исполнял разнообразные его просьбы, давал ему поручения; между последними интересно поручение — через Галлера (сына знаменитого поэта), пользовавшегося особенным доверием Бонапарта, — стараться привлечь последнего на сторону Людовика XVIII.
Вскоре по прибытии в Гамбург Гримм почти окончательно лишился зрения. Переселившись в Готу, он умер здесь в глубокой старости в 1807 году.

## Публикации
- «Correspondance littéraire» издана впервые полностью Maur. Tourneux (Пар., 1877 и след.).
- Переписка его с императрицей Екатериной издана Я. К. Гротом в XXIII, ХХХІII и XLIV т. «Сборника русского Имп. историч. общества»; * Переписка с графами Румянцевыми — в «Русской старине» (1889, № 3).
- Записка Г. о сношениях его с Екатериной напечатана во 2-м томе «Сб. русс. исторического общ.». С
- Edm. Scherer, «Melchior G.» (П., 1887);
- Hillebrand, «Katharina II und Grimm» («Deutsche Rundschau», 1881, № 7);
- Я. К. Грот, «Екатерина II в переписке с Гриммом» (СПб., 1884).
- Письма Екатерины II к барону Фридриху Мельхиору Гримму (1774-1796)